# ...Whatever That Means

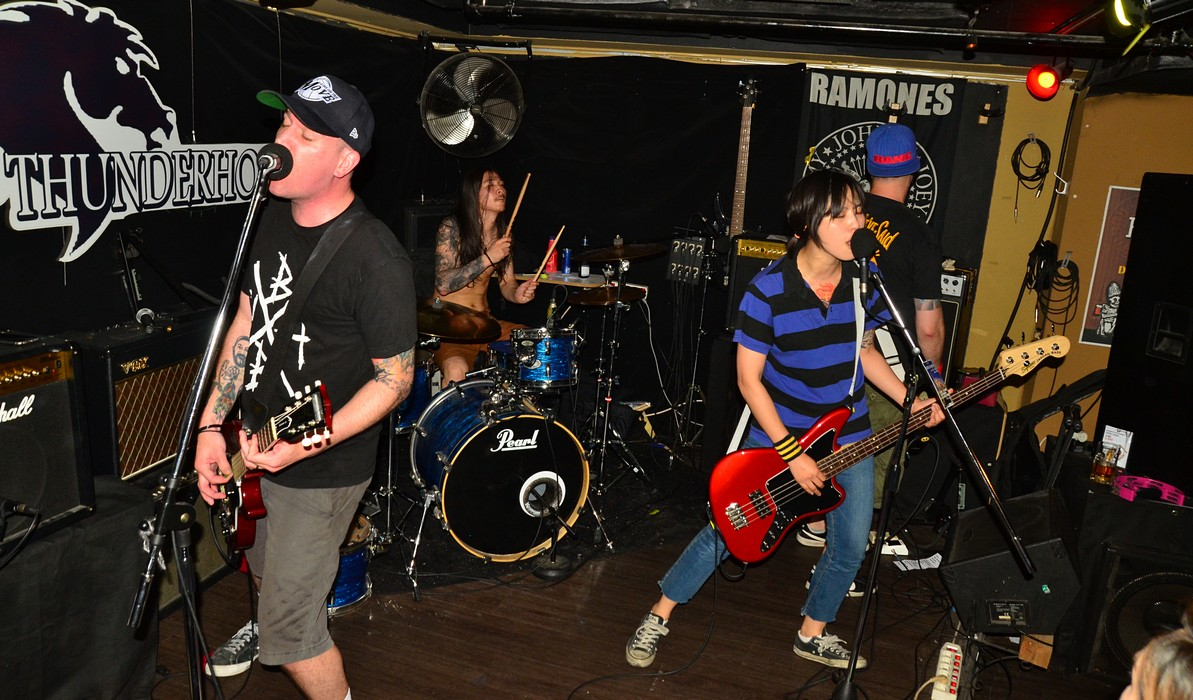

...Whatever That Means는 대한민국의 인디 록 밴드이다. 제프와 쓰렉이라는 멤버를 중심으로 활동한다. 제프와 쓰렉은 부부 사이다.쓰렉은 한국 여자다. 2014년 Sixty Eight, Twenty-Two라는 이름의 앨범을 발매했다. 2009년에 결성했고 서울을 기반으로 멜로딕 펑크 음악을 연주한다. 한국인, 미국인, 폴란드인 멤버로 구성돼 있다.